# Belagerung von Belgrad (1789)

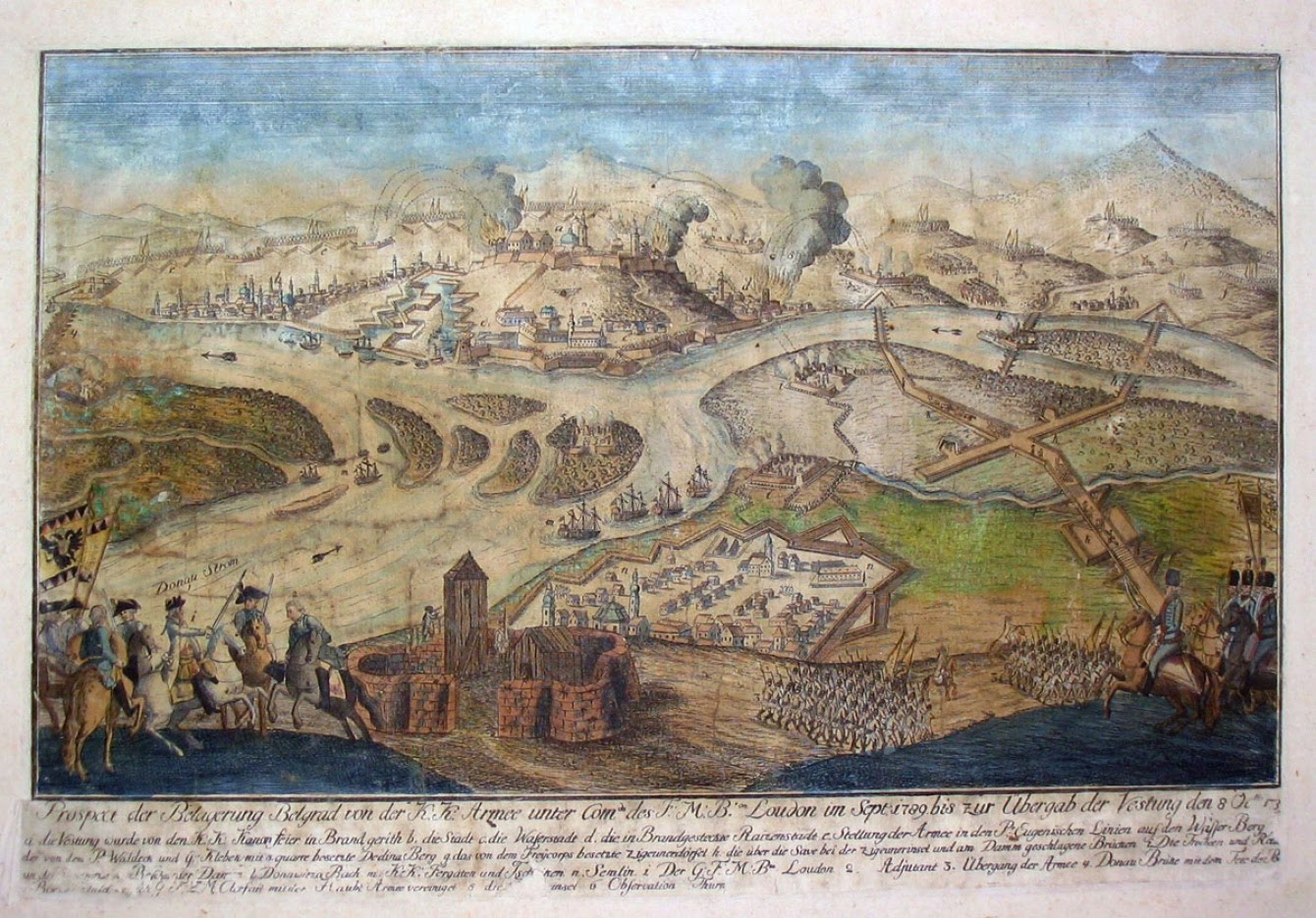

Die Belagerung von Belgrad vom 15. September bis 8. Oktober 1789 war Teil des Russisch-Türkischen Krieges von 1788–1790. Dabei konnte eine kaiserlich-österreichische Armee unter Feldmarschall Ernst Gideon von Laudon die türkische Garnison der Festung von Belgrad unter Osman Pascha zur Übergabe zwingen. Mitte September überquerten die Kaiserlichen den Fluss Save und schlossen Belgrad mit etwa 70.000 Soldaten und 200 Kanonen ein. Angesichts des zerstörerischen Bombardements entschied sich die osmanische Garnison am 7. Oktober zur Übergabe der Stadt, welche auf freien Abzug gewährt wurde.

## Hintergrund
Kaiser Joseph II. traf sich am 14. Mai 1787 mit Katharina II. in Cherson. Die Zarin forderte Joseph auf, sich dem Krieg des Russischen Reiches gegen das Osmanische Reich anzuschließen. Katharina hatte 1783 formell die Halbinsel Krim annektiert und provozierte 1787 einen neuen Krieg mit den Türken, indem sie darauf bestand, dass das osmanische Reich ein russisches Protektorat über Georgien anerkenne. Die Türken ihrerseits provozierten einen Aufstand der Tataren auf der Krim. Bei Kriegsausbruch war Österreich aus einem Geheimvertrag verpflichtet, Russland zu unterstützen.
Im Feldzugsjahr 1788 befahl Joseph II. der Hauptarmee unter Feldmarschall Franz Moritz von Lacy die Operationen mit dem Vormarsch ins Tal der Save zu eröffnen. Eine weitere Armee unter FZM Wilhelm von Wartensleben operierte im Banat. Ein selbstständiges Korps unter dem Fürst Karl Borromäus von Liechtenstein operierte in Kroatien, ein anderes Korps unter FML Fabris wurde in Siebenbürgen konzentriert. Ein weiteres Korps unter Fürst Josias von Sachsen-Coburg-Saalfeld wurde in die Moldau gesandt um die Russen am Dnjestr zu unterstützen.

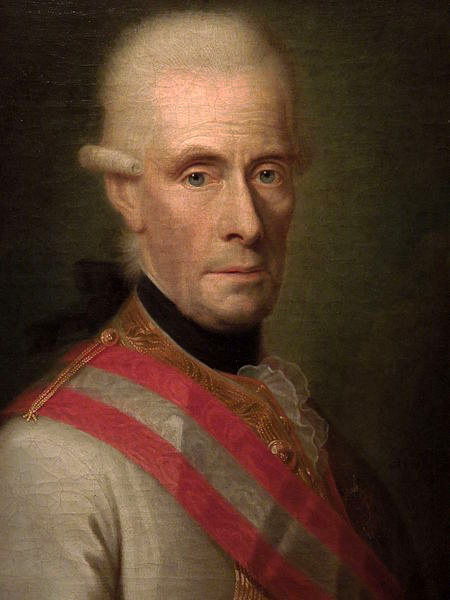
Ernst Gideon von Laudon

Der österreichische Oberbefehlshaber Feldmarschall Andreas Hadik von Futak musste am 28. Juli 1789 wegen einer Erkrankung abgelöst werden. Am 1. August übertrug der Kaiser den Oberbefehl über die im Banat stehende Hauptarmee an General Laudon, der sofort zur Belagerung von Belgrad schritt. Am 30. August hatten sich die für die Belagerung bestimmten österreichischen Truppen in fünf Kolonnen in Marsch gesetzt. Am 9. September erreichte die Avantgarde Banovci und am nächsten Tag überquerte man die Save bei Boljevci. Nach dem Übergang wurde eine Schiffsbrücke geschlagen, welche am 11. September um 10 Uhr fertiggestellt wurde. In der Nacht bezog die Vorhut – sechs Bataillone unter FML Fürst von Waldeck, die auf den Brückenschiffen nach Ostronitza übersetzte – auf einer nahegelegenen Anhöhe in der Nähe Stellung. Die letzten Truppen langten am folgenden Tag ein, zwischen Banovci und Semlin wurde das erste Lager am jenseitigen Ufer aufgeschlagen. Die Hauptarmee folgte dem Fürsten Waldeck in zwei Kolonnen, die erste unter Graf Kinski mit 14 Bataillonen, darunter die Brigade des Generalmajor von Brentano und 15 Schwadronen Reiter, die zweite Kolonne unter FML Graf Browne mit 16 Bataillone, darunter das Grenadier-Regiment Carl Toskana und acht Schwadronen Reiter.
Bis zum 12. September morgens waren zehn Bataillone Grenadiere, 28 Bataillone Linieninfanterie und 18 Kavallerie-Schwadronen auf das andere Ufer übergesetzt. Weil die Türken die Aktionen nicht störten, wurde der Vorstoß weiter bis zum Dedina- und Topschider-Berg vorgeführt und auch diese Höhen besetzt. Südlich von Semlin deckte FZM Clerfayt die Flanke nach Norden; die ungestörten Verbindung mit Syrmien wurde durch eine kleine k. k. Flottille gesichert.
Am 13. September wurden die türkischen Vorposten in die Vorstadt zurückgedrängt, gleichzeitig am Dedinaberg mit dem Bau von fünf Redouten begonnen. Am 14. September erfolgte die Besetzung der 1717 von Prinz Eugen aufgeworfenen Linien bis an das Dorf Ziganka durch Truppen des FML Browne mit zehn Bataillonen Grenadiere und neun Schwadronen, wobei die Infanterie in zwei Karrees formiert wurde und die Reiter in der Mitte und an den Flügeln ihre Aufstellung erhielten. Belgrads alte Kernstadt liegt an der Einmündung der Save in die Donau und wird von beiden Seiten durch diese Flüsse begrenzt. Die Vorstädte erstrecken sich in einem großen Bogen von der Seite der Donau bis zur östlichen der Save. Das beherrschende Schloss thronte auf einem sanft gegen die Vorstädte abfallenden Berg. Die drei wichtigsten Vorstädte waren die Raitzenvorstadt im Süden, die Wasservorstadt im Norden und die Palanka, welche, südlich des Schlosshügels gelegen, das Vorwerk der südöstlichen Ecke bildete. Die Operation wurden beschleunigt, als der Nachricht vom Anmarsch einer 30.000 Mann starken Entsatzarmee der Türken unter Abdil Pascha gemeldet wurde.

## Die Belagerung

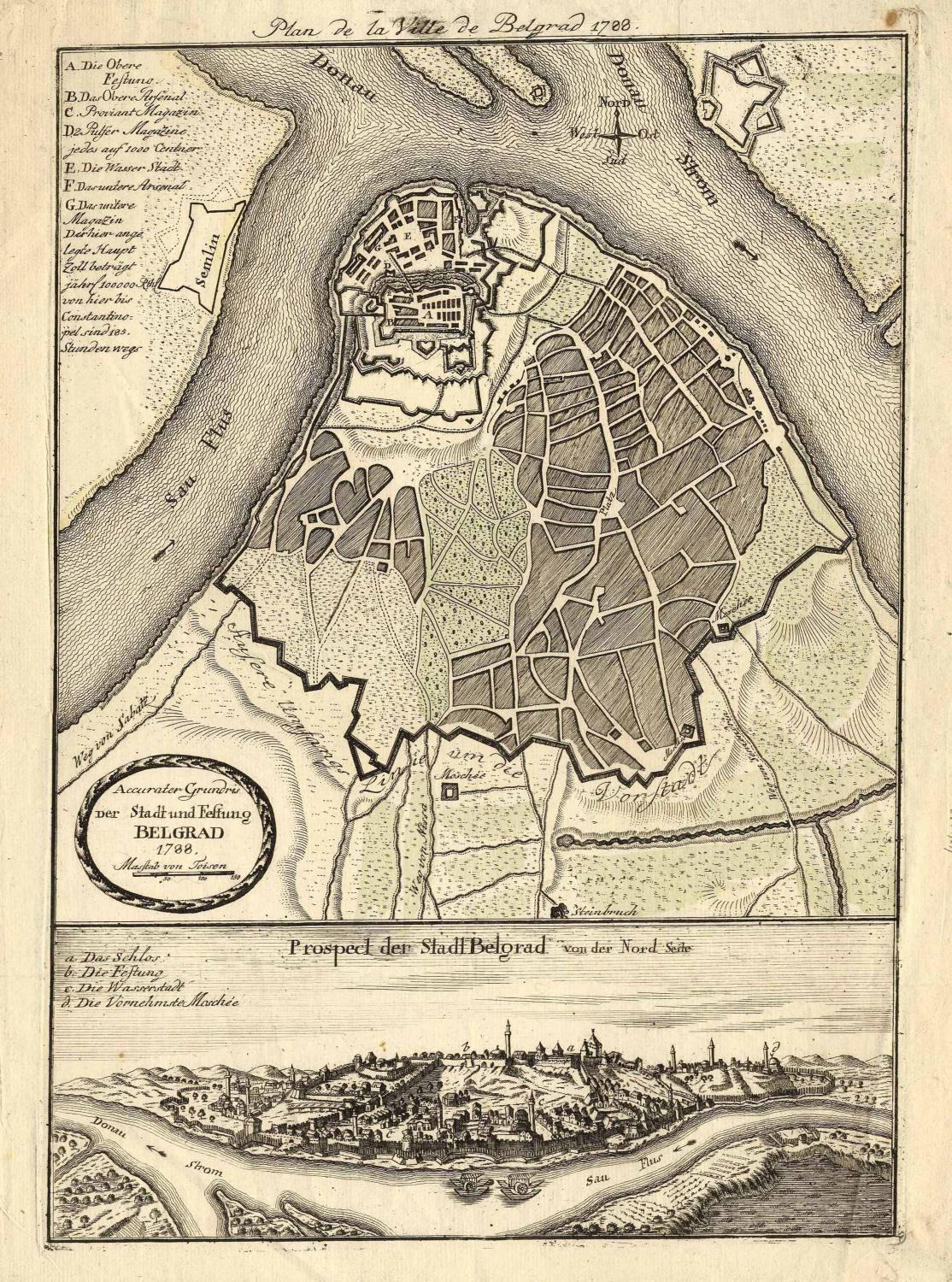
Karte des alten Belgrad

Am 15. September bezogen zuerst die Truppen des FML Mittrowsky und Alvinzy, dann der Generale Württemberg, Brentano, Türckheim, sowie die sieben Kavallerie-Regimenter des G.d.K. Kinsky die zugewiesenen Abschnitte, während die Division des FML Klebek noch auf der Dedinahöhe verblieb.
Der Hauptteil der Armee war dann südlich der Save versammelt, in der Nacht vom 19. zum 20. September wurden die Laufgräben eröffnet. Laudons Hauptangriffe galten zunächst den südlichen und westlichen Vororten Belgrads, die Wasservorstadt wurde von einer Batterie von der Kriegs-Insel aus, die am linken Ufer des Hauptarmes der Donau lag, wirksam unter Feuer genommen. Das Belagerungsartillerie bestand insgesamt aus 120 24-pfündigen, acht 18-pfündigen, 50 zwölfpfündigen und 30 sechspfündigen Kanonen, ferner aus 117 metallenen und 30 Steinmörsern, zusammen 365 Geschütze.
Die Stärke der vor Belgrad versammelten kaiserlichen Truppen belief sich zunächst auf etwa 35.250 Mann und 7600 Reiter (33 Bataillons, ein Scharfschützenbataillon, 30 Eskadronen) unter dem direkten Befehl des Grafen Kinsky. Nach der Ankunft des Korps des Grafen Clerfayt zählte die Belagerungsarmee am 18. September bereits 62.000 Mann, worunter sich 11.700 Reiter befanden.
Die türkische Besatzung zählte zwischen 7000 und 9000 Mann und wurde von Omer (andere Quellen: Osman) Pascha befehligt. Die Festung war mit 456 Geschützen aller Art und Kalibers armiert, Vorräte und Munition war reichlich vorhanden. Außerdem befanden sich 20 armierte Tschaiken (flache Ruderboote, die für Kampf- und Transportzwecke verwendet werden konnten) auf der Donau, die jedoch von der kaiserlichen Flottille, welche aus Fregatten, Schaluppen und Prahmen bestand, in Schach gehalten und eingeschlossen wurden, da die kaiserliche Flotte sowohl von Pancsova und Semlin auf der Save operieren konnte.
Zusammen mit dem bei Semlin zurückgebliebenen Korps des Prinzen de Ligne sowie den während der Belagerung nachrückenden Kräften Clerfayts wies die kaiserliche Streitkraft vom 21. September bis 9. Oktober insgesamt 121.000 Mann (davon 16.200 Reiter) aus. Nach Abzug der Abgänge (Erkrankte und Verwundete) waren für die Belagerung aber nur 72.957 Mann und 12.381 Reiter einsetzbar, wovon etwa die Hälfte (etwa 35.700 Mann) außerhalb der eigentlichen Belagerungsfront operierte, um ein türkisches Entsatzheer zu erwarten.
Am 30. September bestimmte Laudon vier Kolonnen für den Sturmangriff und befahl, an die Vorhut jeder dieser Kolonnen 50 Zimmerleute und 30 Arbeiter zu stellen, zwei Bataillone sollten als Reserve folgen. Diese Angriffskolonnen wurden von FML Browne befehligt, als Hauptreserve hatte FZM Clerfayt die Regimenter GM Klebek, Oberst Stubenberg, FML Colloredo, GM Türckheim und Brentano bereitgestellt, um sofort nachstoßen zu können, falls der Sturm glückte. Die Karrees unter FML Colloredo sollten der ersten und zweiten Kolonne, FML Mittrowski der dritten und vierten Kolonne nachfolgen.
Vor dem für 30. September festgesetzten Generalangriff wurde die Festung durch zwei Stunden lang heftig beschossen. Um 9 Uhr wurde das Feuer eingestellt und die Sturmkolonnen stürmten gegen die Vorstädte an. Schon um 10 Uhr war die Raitzen- und ein Teil der Wasserstadt erobert. Darauf erhielt Generalmajor Brentano den Befehl, mit seiner Brigade das Widdiner- oder Wassertor zu stürmen. Kaum hatte er dies durchgeführt, so wurde ein heftiger Ausfall von der Festung her auf die Truppen Brentanos ausgeführt, doch wurde dieser – unter dem Verlust von 593 Mann und drei Kanonen – zurückgewiesen. Noch in der Nacht des 30. wurde zwischen den Vorstädten und der oberen Festung die Artillerie nachgezogen und in Stellung gebracht.
Am 5. Oktober begann die Beschießung; weil der osmanische Befehlshaber Omer Pascha eine Aufforderung zur Übergabe nicht annahm, ließ Laudon die Beschießung der Festung fortsetzen. Am 6. Oktober um 8 Uhr morgens wurde das Feuer gewaltig verstärkt, dabei wurden 3021 Granaten und 350 Bomben gegen die Festung abgefeuert. Dadurch wurde der türkische Widerstand derart zermürbt, dass die Garnison schon mittags um einen fünfzehntägigen Waffenstillstand ersuchte. Dieser wurde abgelehnt und das Feuer bis zur Annahme der vollständigen Übergabe mit starker Heftigkeit fortgesetzt. Die Besatzung kapitulierte darauf unter der Bedingung des freien Abzuges der gesamten Besatzung. Am folgenden Tag verließen die Türken samt der Zivilbevölkerung, etwa 20.000 Menschen die Festung und zogen gegen Orşova ab.

## Folgen
Noch am 8. Oktober besetzten österreichische Truppen, hierunter das Grenadier-Bataillon St. Julien, die Festung, 50 Jahre nachdem die Stadt im Belgrader Frieden 1739 an die Türken verloren gegangen war. Leichen und Trümmer zerstörter Häuser bedeckten das Innere und es mussten die Reinigung der Stadt und die Herrichtung von Unterkünften vorgenommen werden.
Der österreichische Gesamtverlust betrug vom Save-Übergang bis zum Fall der Festung 39 Offiziere und 1021 Mann. Reiche Vorräte an Kriegsmaterial, nebst 65 Donauschiffen, und Lebensmitteln aller Art fielen den Siegern in die Hände. Joseph II. ernannte Laudon zum Generalissimus der österreichischen Armee, am 6. Oktober erhielt er zusätzlich das Kommandeurkreuz des Maria Theresia-Ordens. Nach der Eroberung rückte die Masse der Österreicher nach Semendria, das auch besetzt wurde, das Regiment Carl Toskana und die Grenadiere verblieben unter Feldmarschall Wallis als Besatzung in Belgrad zurück. Die vorgeschrittene Jahreszeit zwang Laudon jedoch, die Operationen einzustellen und die Winterquartiere zu beziehen.
Die österreichische Hauptarmee zwang im April 1790 Orșova zur Übergabe, das Korps unter Sachsen-Coburg besetzte nach der Schlacht am Rimnik Bukarest, der Fürst zu Hohenlohe-Kirchberg eroberte den Norden der Walachei, Anton Liptay besetzte das Timok-Tal und Oberst Mihaljevic nahm Nisch ein.
Joseph II. starb am 28. Februar 1790 und ihm folgte sein Bruder Leopold II. als Kaiser des Heiligen Römischen Reiches nach. Laudon erkrankte ebenfalls und starb am 14. Juli 1790 nach der Übertragung des Oberkommandos an FZM Colloredo. Der Waffenstillstand zwischen Österreich und der Türkei wurde am 27. Juli 1790 geschlossen. Auf diese Veranstaltung folgte am 4. August 1791 der Friede von Sistowa.